# Marcos Aurélio Galeano
Marcos Aurélio Galeano est un footballeur brésilien né le 28 mars 1972. Il évoluait au poste de milieu de terrain.

## Biographie
Galeano passe la majeure partie de sa carrière au club de Palmeiras. Il remporte la Copa Libertadores en 1999 avec cette équipe.

## Palmarès

### Juventude
- Champion du Brésil de Série B en 1994

### Palmeiras
- Champion de l'État de São Paulo en 1996
- Vainqueur de la Coupe du Brésil en 1998
- Vainqueur de la Copa Mercosur en 1998
- Vainqueur de la Copa Libertadores en 1999
- Vainqueur du Tournoi Rio-São Paulo en 2000
- Vainqueur de la Coupe des champions en 2000